# Fujiwara no Yoshifusa
Fujiwara no Yoshifusa est un nom japonais traditionnel ; le nom de famille (ou le nom d'école), Fujiwara no Yoshifusa, précède donc le prénom (ou le nom d'artiste).
Fujiwara no Yoshifusa (藤原良房, 804 - 872) était le premier des régents Fujiwara. Il était fils de Fujiwara no Fuyutsugu.

## Biographie
Yoshifusa épouse en 823 Minamoto no Kiyohime, une fille de l'empereur Saga qui lui donna une fille nommée Akiko. Il marie plus tard celle-ci à l'empereur Montoku, lui-même fils de sa sœur Junshi et de l'empereur Nimmyō.
Habile homme politique, en 850, à la naissance de son petit-fils le prince Korehito (le futur empereur Seiwa), Yoshifusa s'arrange pour faire de lui le prince héritier. En 857, il est nommé daijō-daijin (premier ministre), puis l'année suivante, lorsque Montoku meurt, il devient sesshō (régent) du jeune empereur Seiwa. De fait, c'est lui qui gouverne le Japon. Il est le premier régent du Japon à ne pas être de rang impérial.